# Huta Parik
Huta Parik is een bestuurslaag in het regentschap Simalungun van de provincie Noord-Sumatra, Indonesië. Huta Parik telt 1921 inwoners (volkstelling 2010).